# 中立国

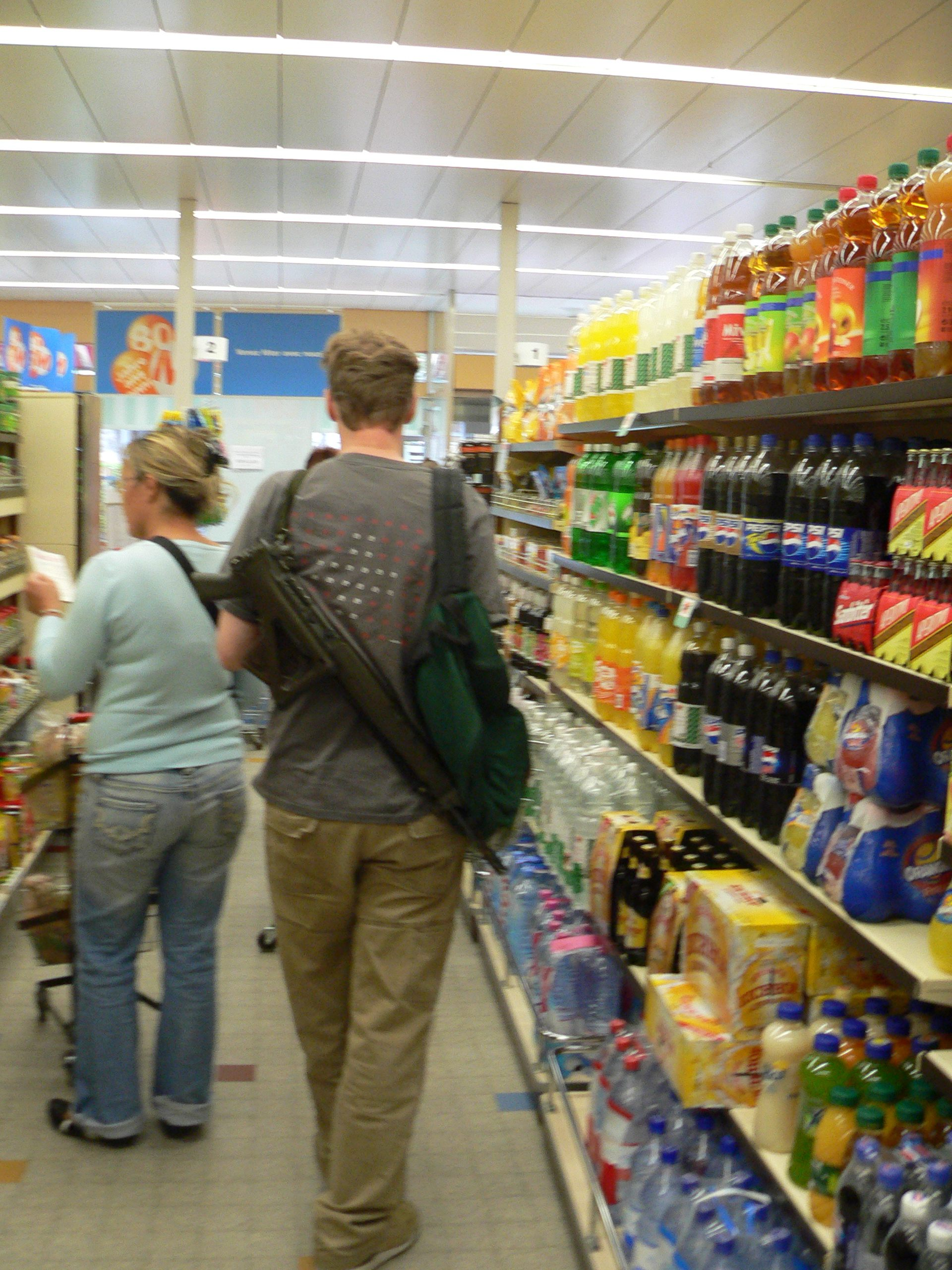
SIG SG550アサルトライフルを携帯したまま買い物するスイス民兵。
スイスは永世中立国であると同時に、徴兵制度を有する国民皆兵・武装中立国家でもある。

中立国（ちゅうりつこく、英: neutral country）とは、自国の中立を保障・承認されている国家の呼称である。国際法上の中立には、戦時中立と永世中立の区別がある。
戦時中立とは、戦時国際法上の中立法規「陸戦ノ場合ニ於ケル中立国及中立人ノ権利義務ニ関スル条約」および「海戦ノ場合ニ於ケル中立国ノ権利義務ニ関スル条約」の原則に基づき、交戦国からの侵攻や攻撃を受けない代わりに、交戦国のいずれにも便宜を与えてはならないとする立場のことを指す。
永世中立（仏: La neutralité permanente）とは、国際条約または自国の宣言によって、将来のすべての戦争の交戦国に対して中立であることを義務づけられている立場を取る国家のことを指す。永世中立国の最も代表的な例として、スイスが挙げられる。戦争における中立の概念は狭く定義されており、中立を保つという国際的に認められた権利の見返りとして、中立の当事者に特定の制約を課している。

## 中立の定義
中立国には他国の紛争に荷担する行為など、戦争に巻き込まれる恐れのある行為を慎むことも求められる。スイスは中立国であったために、他国からの政治的亡命者がスイスにおいて活動することもあった。ルイ・ナポレオン（後のナポレオン3世）が亡命した際にはフランス政府が軍事的な威嚇を行い、ルイ・ナポレオンが自発的退去を行ったこともある。
また国家に対する経済制裁に参加することも中立違反となる。しかしローデシア問題のように、国家承認が得られていない独立を主張する政権に対する経済制裁は、中立違反とは見られていない。また中立国が他国の戦時債券を買うことは中立義務違反となる。
また国際法上における中立は国民の立場をも統制するものではない。中立国の国民が戦時債券を買うことは中立義務違反ではない。また国民が戦争の義勇兵となることも自由であり、中立国はこれを抑止する義務を持たない。

## 永世中立

### 永世中立の条件
永世中立は伝統的中立とともに古い歴史を持つ概念であり、かなり古くから国際法に存在していた。そのため、以下の条件を満たす必要があると考えられている。
1. 複数の国家の同意による「中立化」が必要である[1]。このためアミアンの和約の際にイギリスが提案したマルタの中立化は、関係諸国の承諾が得られず、実現しなかった事例がある[7]。
2. 中立化に参加した諸国は、永世中立国の独立と領土保全を常時保障する義務がある[1]。
3. 永世中立国はその中立である領土を他国の侵害から守る義務がある[8]。そのため常設的な武装が求められる[1][9]。
4. 永世中立国は、自衛の他は戦争をする権利を持たない[1][8]。
5. 永世中立国は、他国が戦争状態にある時には伝統的中立を守る義務がある[1]。
6. 永世中立国は、平時においても戦争に巻き込まれないような外交を行う義務がある。従って、軍事同盟や軍事援助条約、安全保障条約の締結を行わず、他国に対して基地を提供してはならない[10][11]。戦時においては外国軍隊の国内の通過、領空の飛行、船舶の寄港も認めないが、これは中立国一般の義務でもある[12]。
7. 永世中立国は非軍事的な国際条約、国際組織には参加でき、思想的中立を守る義務、出版・言論の自由を制限する義務は持たない[10]。
8. 永世中立国は原則的に保障国の許諾無しに領域の割譲・併合などの変更を行わない。なお、ベルギーによるコンゴ自由国の併合のように、保障国の許諾が得られる事例もある[12]。

軍事同盟国が無いため、他国からの軍事的脅威に遭えば、如何なる同盟国にも頼らず、自国の軍隊のみで解決することを意味する。すなわち、『どのような戦争に対しても「かならず／固定的に」中立の立場を採る国家』という意味である。日本語訳の「永世」のような『永遠に』『これから先もずっと』という意味合いは、全く持っていない。
よって、状況によっては「永世中立」を一方的に放棄することも可能であり、実際に放棄された事例もある。

### 永世中立と国際関係
永世中立はあくまで戦時における中立を定めたものであり、平時における国家間条約による経済協定や、国連機関の設置、国連組織への参加は認められている。
1920年に発足した国際連盟は、違反者への軍事制裁を行うことができる国家間連合であり、いわゆる伝統的中立に抵触する可能性があった。このため国際連盟はスイスは長年の永世中立を保った実績をもっているため、国際連盟の軍事制裁に参加しないことを許された特例的な中立国とするロンドン宣言を採用した。これにより、スイスは国際連盟に加盟している。しかし、第二次エチオピア戦争の際に国際連盟がイタリア王国に対する経済制裁を議決した際、スイスは加盟国であり、経済制裁への参加は義務付けられていたにもかかわらず、伝統的中立政策に回帰して経済制裁を行わなかったという事例もある。スイスは国際連盟下での中立は困難であるとしており、伝統的中立への回帰を図り、1938年には国際連盟に承認された。
このためスイスは1945年の国連発足に当たっては、中立義務の遂行と国連加盟が両立しないとして加盟しなかった。一方でオーストリアは1955年に国連加盟を行ったが、その際にオーストリアの永世中立を問題にした国は存在せず、中立義務を守ることが可能であるという見解がとられていた。なお、オーストリアとスイスが欧州共同体に参加することは、中立義務違反であるとしてソビエト連邦など東側諸国から反対されていた。しかし欧州共同体および後継の欧州連合との関係は強く、スイスは1972年に欧州共同体と自由貿易協定を結んで以来、シェンゲン協定など120以上の協定を締結している。冷戦中のスイスについて、チューリヒ大学のステファニー・ヴァルターは「スイスは暗黙のうちに西側に与していた。人権に関しても一定の態度表明をしている」と評している。

### 永世中立と軍事
永世中立は非武装を意味せず、いわゆる「非武装」や「無防備都市」とは、全く概念・理念が異なるものである。スイス軍の様に強力な国防政策を採る場合もある（武装中立）。
スイスでは憲法に軍隊保持と国民皆兵制を規定（58条、89条）しており、2013年に市民運動団体によるスイス軍軍隊廃止に関する国民投票が実施された際も73％の多数で否決され、徴兵制の存続が決まった。
また、国連における平和維持活動への兵力派遣は、中立義務違反とは見なされない。オーストリアは1965年の憲法改正以降、コンゴ動乱や国際連合キプロス平和維持軍に軍を派遣しており、1968年には国連の要請に対して即時に対応するために国連待機軍を設置している。またスイスも2002年の国連加盟の前からPKOに参加しており、1993年には待機軍を組織している。これはPKOにおける派遣が非強制的な性格のものであり、公平性を義務づけられていたために、中立の義務と反しないという考えによるものである。
また、他国間の紛争を抑止することは中立国自体の利益となるとも考えられてきた。平和維持活動で、自衛の他の軍事力を執行することについては中立義務違反であるという解釈が一般的であったが、冷戦終結後には変化が生じている。平和維持活動による平和強制のための軍事行動は、法の執行であり中立義務違反ではないという解釈である。この解釈は有力になり、スイスおよびオーストリアの政府も同じ見解を表明している。

### 保障国の立場
中立国は、中立条約締結国によって中立の法的地位を保障されるのを原則としている。故に中立保障国は中立国の独立と領土の保全を尊重し、その独立が第三国によって侵犯されたならば、武力をもってこれを排除する義務を負う。このため、 1955年のオーストリアの永世中立国化によって、オーストリアはスイスの保障国から離脱したという事例もある。
一方でオーストリアの永世中立化に当たっては、国際条約を交わすという形式を取らず、交換公文によって行われたが、これらの国はオーストリアの中立を尊重するとしたものの、保障は行わなかった。中立を保障したのは、オーストリアとソ連の間で交わされたモスクワ覚書によるものである。
また、保障国は中立国の憲法改正など、内政干渉する権利は持たない。しかしクラクフ共和国が大量の亡命者によって政府転覆された（クラクフ蜂起）際には、亡命者の受け入れを禁じた事前協定に反するとして、保障三国（プロイセン王国・オーストリア＝ハンガリー帝国・ロシア帝国）による軍事占領が行われた事例もある。

### 永世中立国一覧

#### 周辺国等の承認
周辺国等の承認により成立している諸国。
- スイス - 1815年に宣言。ウィーン会議にてフランス、プロイセン、ロシア、イギリスなどから永世中立が保証される。
- オーストリア - 1955年に宣言、主要国との交換公文により成立[26]。ただし、欧州連合(EU)に加盟していることから永世中立は形骸化しているという指摘もある。
- トルクメニスタン - 1995年に宣言。国連総会にて承認される。

#### 宣言のみ
以下の国は永世中立を宣言しているに留まる。
- ラオス - ジュネーブ14カ国会議において中立化が決議され、1963年にラオス王国政府が宣言[28][29]。ただし、宣言時点ではまだアメリカ軍が駐屯しており、ベトナム戦争ではベトナム民主共和国にホーチミン・ルートを提供したり、1975年までラオス内戦が続いた。その後はタイ王国との国境紛争が頻発している。
- カンボジア - 1992年憲法により規定。53条ではあらゆる軍事的同盟および軍事協定に加盟しないことが規定されている[30]。
- モルドバ - 1994年憲法により規定。
- リヒテンシュタイン - 1867年から
- コスタリカ - 1983年に大統領ルイス・アルベルト・モンヘが『コスタリカの永世的、積極的、非武装的中立に関する大統領宣言』において表明。ただし、コスタリカは依然として加盟国間の集団安全保障を規定した米州相互援助条約に加盟しており、また2004年にはイラク戦争において有志連合諸国を支援することを表明している[31]。

### かつての永世中立国

#### ベルギーとルクセンブルク
列強が独立を承認したベルギーとルクセンブルクはロンドン条約により、永世中立が定められた。しかし両国とも、第一次世界大戦ではドイツ帝国の侵攻を受けた。ベルギーは国土の大半を占領されながらも抵抗し、非武装であったルクセンブルクは、全土が占領された。その後、1920年に発効したヴェルサイユ条約で、永世中立義務は解除された。
ベルギーはその後、連合国の一員としてロカルノ条約等に参加したが、ロカルノ体制崩壊後は中立に回帰した。ルクセンブルクは国際連盟によってロンドン条約は有効であるため永世中立国であると再認定され、非武装中立政策を継続していたが、両国とも1940年にナチス・ドイツの侵攻を受け、国土は占領された。
ベルギーは、第二次世界大戦後に中立政策を放棄している。一方でルクセンブルクは、1948年のNATO加盟と憲法改正により、事実上中立政策を放棄した。ただし憲法上では、中立政策を採ると規定している。

#### その他過去の永世中立国
- クラクフ共和国[7] - クラクフ蜂起（英語版、ポーランド語版）の後、保障国の一つであったオーストリア帝国によって事実上併合された（クラクフ大公国）。
- トリエステ自由地域[29]
- コンゴ自由国（1885年 - 1908年）[36] - ベルギー王レオポルド2世の私領であり、1908年にベルギー本国の植民地となった。
- ホンジュラス（1907年 - 終了時期不明 ）[36] - 隣国ニカラグアによる侵攻を受けた後、中米司法裁判所がホンジュラスの永世中立化を裁定。しかし1911年に暴動が発生し、アメリカ軍が介入している。1918年には第一次世界大戦に参戦している。

### 日本における永世中立国化議論
第二次世界大戦後の日本においては、日本国憲法第9条に侵略戦争と軍隊・戦力放棄の規定が設けられたこともあり、日本が中立国となるべきであるという主張を述べる論者も、多く現れた。しかし現実には日米安全保障条約の締結により、アメリカの核の傘に守られており、事実上中立国ではなくなっている。仮に台湾有事にアメリカが参戦した場合、在日米軍基地が出撃拠点となることは明らかである。日本による直接武力行使は断ったとしても、武器・物資の供給その他後方支援の拒否は困難であり、それに応ずれば日中間は戦争状態に突入することとなる。
例えば、1949年（昭和24年）3月のダグラス・マッカーサーが「日本は極東のスイスたるべき」と発言したという報道や、同年3月3日・4月9日付の読売新聞の社説などに見られる。
ところが、中国大陸の共産化と朝鮮戦争の勃発により、保守・右派にとって、永世中立化は非現実・幻想的なものと受け止められるようになった。しかし革新・左派による中立化・永世中立化の主張は、より強くなっていく。
サンフランシスコ講和会議においては、ソビエト社会主義共和国連邦が日本の永世中立化を提案し、その後も1958年（昭和33年）に同様の提案を行っているが、日本国政府はこれを拒否している。

## 冷戦終結後の中立
スイスでは冷戦終結後に「中立のコンセプトの再調整」が行われ、1991年の第一次湾岸戦争ではイラクへの経済制裁措置に参加した。また、スイスは1996年には北大西洋条約機構（NATO）の平和のためのパートナーシップに参加し、1999年にコソボの平和尽力支援のための任意の非武装軍を組織している。2002年には国際連合に正式加盟した。また1995年1月1日、オーストリアは同様に強い中立政策をとっていたスウェーデン・フィンランドとともに欧州連合に参加している。
2011年の多国籍軍によるリビア攻撃で、スイス政府はイギリス軍の車両20台の領土通過を認め、戦闘機の領土通過も承認する方針をとった。この方針には批判が出され連立与党のスイス国民党からも反発があったが、ミシュリン・カルミー＝レイ大統領は「『中立』は『無関心』を意味しない」と反論している。
2022年に発生したロシアのウクライナ侵攻は、ヨーロッパにおける中立政策を大きく転換させることにつながった。スウェーデン・フィンランドは中立政策を事実上放棄し、5月12日に北大西洋条約機構への加盟申請を行い、フィンランドは2023年4月、スウェーデンは2024年3月に正式に加盟した。永世中立国であったスイスも対ロシアへの経済制裁に参加し、ロシアによる「非友好国リスト」に掲載されたが、スイスのパスカル・ベリスヴィル国連代表は「中立は例えば国際赤十字の中立とは異なる」「スイスの中立には何の変化もなく、スイスが中立ではなくなったと認識されていることも確認できていません」と述べている。